# Miguel Catalán Sañudo
Miguel Antonio Catalán Sañudo (Zaragoza, 9 de octubre de 1894-Madrid, 11 de noviembre de 1957) fue un físico espectroscopista, investigador y profesor español.

## Biografía
Nacido en Zaragoza, obtuvo su título de Química en la Universidad de Zaragoza y se doctoró en Madrid en 1917 con una tesis sobre la espectroquímica del manganeso. Se casó con Jimena Menéndez-Pidal.

### Estudios
Miguel Catalán destacó en sus estudios con calificaciones de excelencia, siendo Premio Extraordinario en el bachillerato, y posteriormente, también en la licenciatura de Químicas en Zaragoza. Tras una breve estancia en la industria cementera, se traslada a Madrid para iniciar su doctorado en los Laboratorios de Investigaciones Físicas de la Junta para Ampliación de Estudios (JAE), presidida por Santiago Ramón y Cajal.
En 1916 publica su primer trabajo científico, bajo la dirección de Ángel del Campo y Cerdán, especialista en análisis químico e introductor de la espectrografía en España. En este su primer trabajo, cita cuatro veces a Alfred Fowler, experto espectroscopista y profesor de astrofísica del Imperial College London.
Se gradúa también con notas máximas en su doctorado en Química, en la especialidad de espectrografía. Su tesis doctoral se publica en 1917. Tras el doctorado, continúa en el laboratorio de la JAE de Madrid como investigador, a la vez que inicia su carrera de profesor y catedrático de física y química en segunda enseñanza. Esta dualidad entre la enseñanza y la investigación metódica fue una constante a lo largo de su vida.

### Colaboraciones internacionales
En 1920 comenzó a trabajar como investigador en el Imperial College de Londres con una beca de la Junta para Ampliación de Estudios e Investigaciones Científicas (JAE). Examinando el espectro del manganeso, determinó que el espectro óptico de átomos complejos contenía grupos de líneas antes desconocidas a los que llamó "multipletes", entre las que existían regularidades características. Catalán demostró que el estudio de los multipletes llevaba a una mejor comprensión de los estados energéticos de los electrones atómicos.La importancia de sus descubrimientos se hace patente en el hecho de que ya en el mismo año 1921, antes de que haya publicado su memoria, sus resultados fueron rápidamente divulgados por terceros en las revistas científicas. La revista Nature del 28 de julio de 1921 publica un artículo redactado por el científico indio Meghnad Saha en el que se informa de sus descubrimientos.
Su investigación es conocida rápidamente por prescriptores mundiales de la ciencia como Fowler, Russell, Sommerfeld y Böhr, que en sus propios trabajos se refieren a los descubrimientos de este joven científico español.
El profesor Galindo Tixaire recuerda tras la presentación en la Royal Society:

Ese mismo año, en junio (1922), el gran Böhr comentaba los resultados de Catalán en sus conferencias sobre teoría de la estructura atómica desarrolladas en Gotinga, frente alumnos del fuste de Heisenberg y Pauli...

Es preciso destacar la gran trascendencia de sus múltiples descubrimientos simultáneos: encontró unas regularidades características en el espectro del manganeso, y definió una Ley reiterativa de comportamiento del espectro, lo que le permitió terminar de descifrar el espectro del manganeso, definiendo un nuevo patrón de referencia para este elemento y creando un nuevo método científico: los Multipletes, nueva herramienta para el análisis espectroquímico, abriendo la vía para interpretar los espectros de elementos complejos. Catalán, siendo un joven espectroscopista puntero, se convierte en precursor, aunque se inicia en una práctica de laboratorio concebida para analizar los elementos que constituían una muestra concreta, gracias a su habilidad y sus conocimientos. Participa con los mejores de su tiempo en la determinación de las correlaciones existentes entre el espectro de un elemento y el nivel energético de los electrones que orbitan el núcleo de ese átomo y, en consecuencia, en el establecimiento de la estructura energética de esos electrones y la configuración del átomo.
Miguel Catalán, por la trascendencia de sus investigaciones, fue uno de los principales protagonistas de la Edad de Plata de la ciencia española en aquellos años, y es una figura esencial del escaso patrimonio científico español.
Por invitación de Arnold Sommerfeld trabajó en la Universidad de Múnich y en 1930, tras la creación en Madrid del Instituto Nacional de Física y Química por la JAE (con la ayuda financiera de la Fundación Rockefeller), fue nombrado jefe de la sección de espectroscopia. Fue invitado en numerosas ocasiones por los laboratorios del National Bureau of Standards de Washington D. C., por la Universidad de Princeton y por el MIT.

### Los años de la posguerra
Tras la Guerra Civil es expedientado por razones políticas, perdiendo sus puestos de profesor de la universidad y de investigador en el recién creado CSIC. A pesar de la publicación en el BOE de una referencia a su categoría como Catedrático en la Universidad Central de Madrid en 1941, ya que su nombre sigue formando parte del escalafón, no es rehabilitado hasta el 25 de octubre de 1945, pudiendo reiniciar la docencia en su cátedra en 1946. Después de catorce años separado de la investigación, también reinicia su actividad científica en 1950, al ser nombrado director del Departamento de Espectros del Instituto de Óptica del CSIC en Madrid.
Crea una segunda escuela de espectrografía, La Escuela de Madrid, reconocida internacionalmente. Simultáneamente sigue impartiendo su docencia en la Universidad Complutense, y en el Colegio Estudio. En 1952 es nombrado asesor de la Joint Commission for Spectroscopy (Comisión Conjunta de Espectroscopia), organismo regulador internacional para este campo.
Consigue convertir su especialidad, la espectrografía, en un instrumento fundamental de verificación de los avances en el descubrimiento de la estructura de la materia y también en astrofísica, al determinar posteriormente la composición de nuestro Sol y de las estrellas del firmamento al descifrar el espectro de los elementos polielectrónicos.
Fue un científico de renombre internacional, un descubridor en los límites del conocimiento humano de aquel momento, un pedagogo especialista en la enseñanza de la ciencia, un deportista, hombre culto y de convicciones, seguro de sí mismo, gran comunicador, perseverante, en resumen, un hombre excepcional, apasionado de su trabajo. Nunca le preocupó no disponer de un patrimonio propio, y vivió en el domicilio de sus suegros, que actualmente es la sede de la Fundación Ramón Menéndez Pidal, en la Cuesta del Zarzal del Olivar de Chamartín de la Rosa, actual calle de Menéndez Pidal n.º 5 de Madrid.

## Obra y reconocimientos

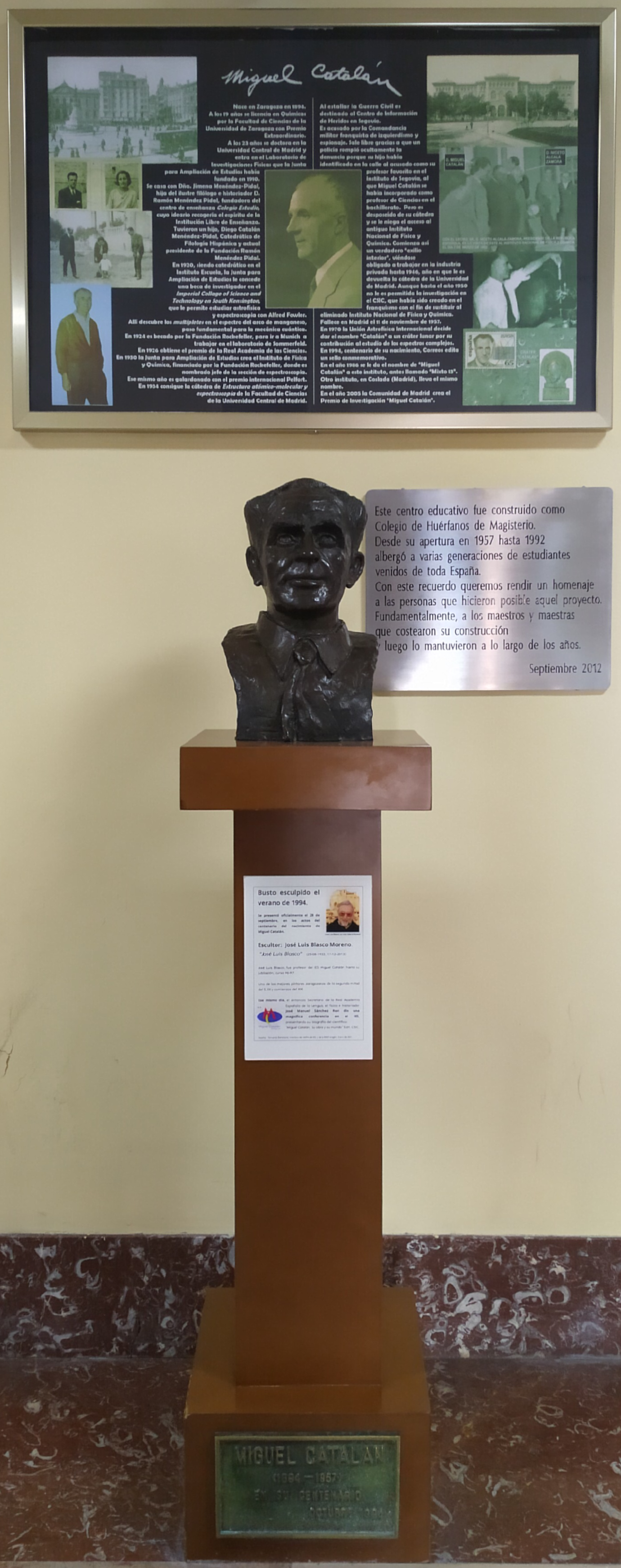
Busto de Miguel A. Catalán Sañudo realizado por José Luis Blasco. IES Miguel Catalán de Zaragoza

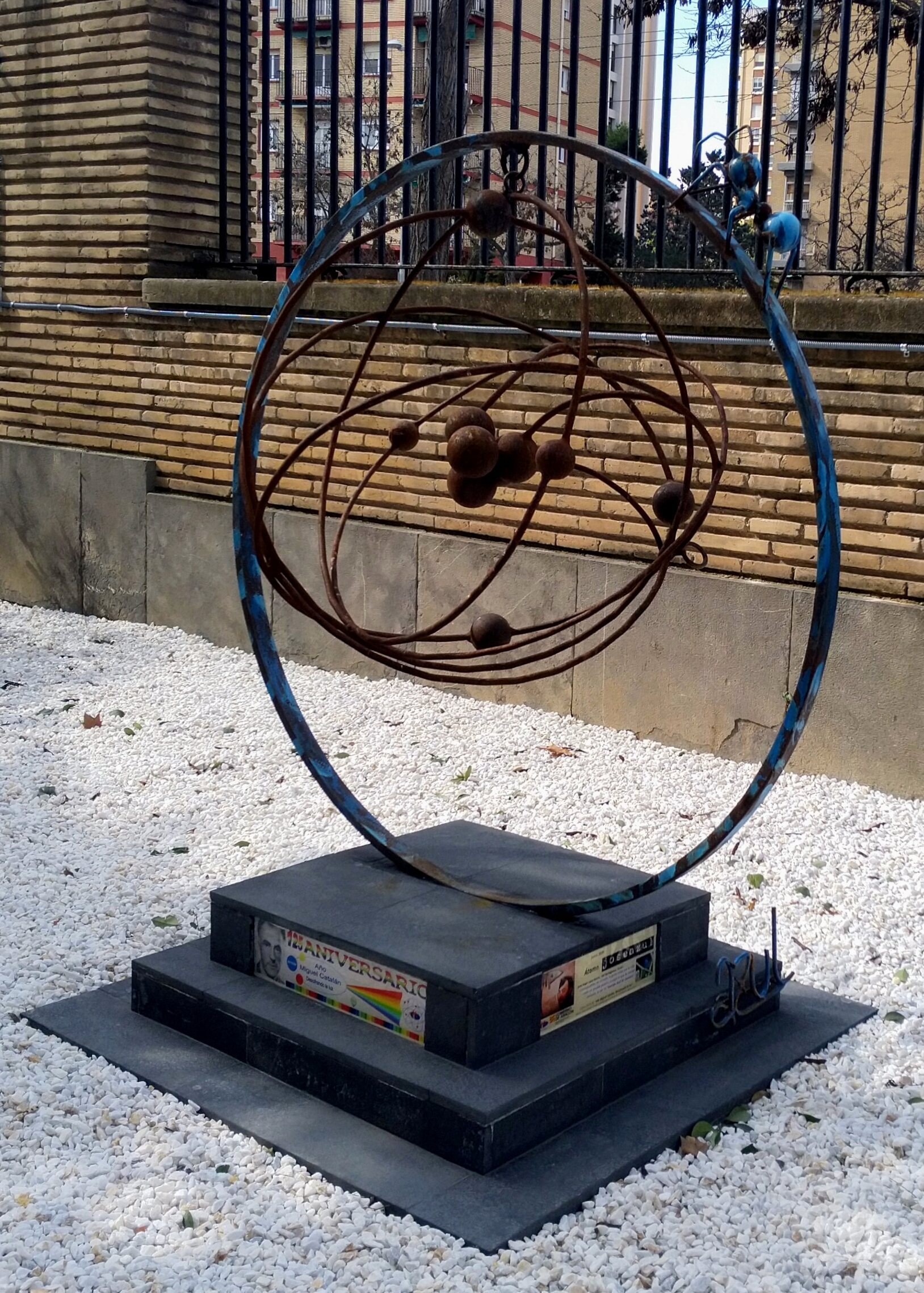
Escultura "Átomo", erigida para conmemorar el 125 aniversario del nacimiento de Miguel Catalán. IES Miguel Catalán de Zaragoza

Con sus investigaciones, Catalán había identificado una correlación entre el espectro de cada elemento y las variaciones de energía de sus electrones, contribuyendo así a poder definir su estructura atómica, y confirmar un modelo atómico concreto.
Con sus descubrimientos Catalán había aportado la prueba experimental que los físicos teóricos, como Sommerfeld y Bohr necesitaban, en aquel momento, para definir el modelo definitivo de la estructura del átomo:
- Establece un nuevo procedimiento de interpretación de los espectros de los elementos complejos
- Determina la causalidad física de la supuesta correlación entre cada elemento y su espectro, al relacionar las regularidades descubiertas en el espectro, con las posiciones de los electrones del átomo.

A partir de la prueba experimental, la observación y la deducción lógica, ha conseguido la comprensión de la verdadera configuración de la estructura de la materia, al determinar una correlación entre los electrones que constituyen la “valencia química” y ciertas líneas del espectro. Su deducción experimental le permite incluso justificar la causalidad del espectro. Todo lo cual le autoriza a confirmar:
- La interpretación de la configuración electrónica del átomo complejo
- La correlación entre los cambios de niveles de energía de los electrones y el espectro del elemento.
- La ley que define la estructura del átomo en cada elemento.

Los múltiples descubrimientos simultáneos de Catalán dan como resultado el nuevo modelo Bohr-Sommerfeld-Catalán:
- Tras el descubrimiento de los Multipletes, la corrección de Sommerfeld permite explicar los espectros atómicos complejos.
- Como resultado, se llega a la convicción de que el espectro depende de la colocación de los electrones en las distintas órbitas.
- En consecuencia, se confirma una correlación entre la configuración electrónica del elemento y su espectro.
- A partir de este momento la espectrografía se convierte en la prueba experimental para el estudio de la estructura atómica.

Por todo ello, con sus descubrimientos y con su nuevo método científico fundamenta las bases experimentales en las que se cimenta el actual modelo de estructura de la materia y la Mecánica cuántica, propiciando nuevos descubrimientos científicos, como por ejemplo, el spin del electrón.
Concibió una tabla periódica de los elementos basada en sus estudios espectrales, realizó estudios de astrofísica espectral, y llegó a la convicción de que todo el universo estaba hecho de la misma materia, conforme al análisis de la luz de las estrellas que había realizado.
Publicó más de 70 artículos científicos en revistas especializadas. En 1924, 1926 y 1929 recibió premios de la Real Academia de Ciencias (España) y en 1930 el premio internacional Pelfort.
En 1955 fue elegido miembro de la Academia de Ciencias Exactas, Físicas y Naturales.
En agosto de 1970 la Unión Internacional de Astronomía,  en su congreso celebrado en Sídney, decidió llamar «Catalán» a tres cráteres lunares en su honor, por sus aportaciones a la astrofísica y por el descubrimiento de un nuevo método científico que permitía la verificación de los modelos teóricos propuestos para definir la estructura de la materia.
La Comunidad Autónoma de Madrid concede anualmente el Premio de Investigación "Miguel Catalán" en Ciencias desde 2005, en su memoria.
Miguel Catalán es, posiblemente el máximo exponente de la cultura liberal española que representaba la Institución Libre de Enseñanza. Pertenecía a esa corriente idealista que nace en el siglo XIX, y que tanto Giner de los Ríos, como el propio Santiago Ramón y Cajal consiguen instaurar tras el desastre del 98, inculcando unos nuevos valores en la sociedad española, como era, por ejemplo, el estudio y el cultivo de la ciencia. La Junta para Ampliación de Estudios (JAE), presidida por Cajal, consiguió convertir España, en un breve periodo de su historia, en un país a la vanguardia cultural y científica del mundo de la preguerra.
En razón a sus méritos, el CSIC fundó en su memoria el Centro de Física Miguel Antonio Catalán (CFMAC).
Dos Institutos de Educación Secundaria en Zaragoza y Coslada llevan su nombre.